# Lova Herren, sol och måne
Lova Herren, sol och måne är en lovpsalm av Anders Frostenson från 1958, med utgångspunkt från Psaltaren 148. Allt skapat, himlakroppar, hav och berg, växter och djur och sist människor uppmanas att lova Herren. Melodi av Lennart Wenström-Lekare från 1958 (C-dur, 2/4).
I Kyrkovisor för barn har den fjärde versen en mer ursprunglig version: "barn i alla länder tackar Gud för allt han skapat har", som också finns i den finlandssvenska psalmboken.
Texten är upphovsrättsligt skyddad till år 2077.

## Publicerad i
- Kyrkovisor för barn som nummer 701 under rubriken "Guds lov".
- Herren Lever 1977 som nummer 800 under rubriken "Lovsånger".[1]
- Levande sång 1984 som nummer 606 under rubriken "Lovsång och tillbedjan".
- Den svenska psalmboken 1986 som nummer 7 under rubriken "Lovsång och tillbedjan".
- Finlandssvenska psalmboken 1986 som nummer 312 under rubriken "Glädje och tacksamhet".
- Kyrksång 2001 som nummer 16.
- Cecilia 2013 som nummer 14 under rubriken "Lovsång och tillbedjan".